# Václav Rabas (varhaník)
Václav Rabas (14. srpna 1933 Dolní Bezděkov – 20. dubna 2015 Pardubice) byl český varhaník, publicista, hudební pedagog a popularizátor, vynikající interpret soudobé varhanní hudby; československý politik, bezpartijní poslanec Sněmovny lidu Federálního shromáždění za normalizace.

## Život a dílo
Hře na varhany jej učil jeho otec varhaník Josef Rabas, později též Karel Židek a Jaroslav Lautner. Hru na varhany pak vystudoval na pražské konzervatoři v letech 1950–1955, pokračoval na Hudební fakultě Akademie múzických umění u prof. Jiřího Reinbergera v letech 1955–1959 a v roce 1956 zahájil pravidelnou koncertní činnost doma i v zahraničí. V letech 1962–1971 byl ředitelem kůru krematoria v Pardubicích, v roce 1972 ředitelem Lidové školy umění v Pardubicích, v letech 1977–1991 působil jako docent varhanní hry na AMU v Praze. Byl zakládajícím ředitelem Konzervatoře v Pardubicích. Premiéroval některé skladby Petra Ebena, Otmara Máchy, Luboše Sluky či Miloslava Kabeláče. V roce 2009 byl předsedou festivalového výboru Le Quattro Stagioni Pardubice.
Angažoval se i politicky za normalizace. Ve volbách roku 1976 usedl coby bezpartijní poslanec do Sněmovny lidu (volební obvod č. 75 – Pardubice-město, Východočeský kraj). Mandát získal opět ve volbách roku 1981 (obvod Pardubice-město) a volbách roku 1986 (obvod Pardubice-město). Ve Federálním shromáždění setrval do prosince 1989, kdy rezignoval na funkci v rámci procesu kooptací do Federálního shromáždění po sametové revoluci. Ještě 29. listopadu 1989 se zapojil do parlamentní debaty, když ve svém krátkém vystoupení prohlásil: „vážené soudružky poslankyně a soudruzi poslanci, než zvedneme ruku, jsme přesvědčeni o tom, že zítra začne hrát Česká filharmonie, všechny ostatní orchestry, Národní divadlo, že se naši studenti vrátí do škol a vše bude pokračovat tak, jak by v socialistickém Československu mělo být“.
Zemřel po krátké nemoci v dubnu 2015.
Jeho synem byl hejtman Pardubického kraje Michal Rabas.

## Ocenění
- 1951 – vítězství ve varhanní soutěži československých konzervatoří
- 1958 – zvítězil v Mezinárodní varhanní soutěži Pražského jara
- 1968 – cena Bohuslava Martinů
- 1981 – cena Zlatý štít Pantonu
- 1983 – jmenován zasloužilým umělcem
- 1989 – udělen titul národní umělec
- 2011 – Senior Prix od Asociace hudebních umělců a vědců (AHUV)
- 2012 – Cena Mezinárodního hudebního festivalu F. L. Věka za přínos regionu v oblasti kultury

## Nejvýznamnější žáci
- Aleš Bárta – varhanní virtuos, sólista České filharmonie, vítěz několika mezinárodních interpretačních soutěží Pražské jaro, Linec, Budapešť (2.cena)
- Josef Coufal – absolvent Konzervatoře Pardubice, HAMU Praha a Hochschule Frankfurt
- Pavel Svoboda – laureát mezinárodních varhanních soutěží(Mezinárodní interpretační soutěž Brno, Mezinárodní varhanní soutěž Petra Ebena, Pražské jaro)
- Michal Hanuš – absolvent Konzervatoře Pardubice a HAMU Praha
- Daniela Valtová-Kosinová – absolventka pardubické konzervatoře, HAMU v Praze a stážistka Musikhochschule v Hamburku, laureátka a držitelka ocenění z mezinárodní varhanní soutěže v Brně, vedoucí klávesových nástrojů a zároveň sólistka Symfonického orchestru FOK v Praze

## Výběr z diskografie
- František Xaver Brixi: koncerty pro varhany a orchestr
- Bohuslav Matěj Černohorský: kompletní varhanní dílo
- Klement Slavický: kompletní varhanní dílo
- Luboš Sluka: kompletní varhanní dílo
- Otmar Mácha:
  - kompletní varhanní dílo
  - Movimento pro žestě a varhany (v roce 2004 premiéroval v Domě hudby v Pardubicích)
- Miloslav Kabeláč:
  - kompletní varhanní dílo
  - Symphony No. 8, op. 54 „Antifony“ (vydal Panton 1993, nahráno s Českou filharmonií s Václavem Neumannem 1984 a 1989)